# セレン化インジウム(III)
セレン化インジウム(III)(Indium(III) selenide)は、インジウムとセレンからなる化合物である。光起電力効果を用いたデバイスに利用できる可能性があり、研究が行われている。最も一般的なα相とβ相は、層状構造である。一方、γ相は「格子欠陥を含むウルツ鉱構造」である。α、β、γ、δ及びκの全部で5つの多形が知られている。α-β相転移では電気伝導率が変わる。γ相のバンドギャップは、約1.9 eVである。

## 合成
合成方法は多形の生成に影響を与える。例えば、トリメチルインジウムとセレン化水素から有機金属気相成長法で合成することで、純粋なγ相の薄いフィルムが合成される。
3 H
2Se  +  2 In(CH
3)
3   →   In
2Se
3  +  6 CH
4
伝統的な方法では、密閉チューブ内で元素同士を加熱する。
3 Se  +  2 In   →   In
2Se
3

### ジェネラルリファレンス
- WebElements